# Tampere (fartyg)
Tampere (tidigare Neva) var en finländsk hjälpkanonbåt som tjänstgjorde på sjön Ladoga från 1918 och fram till början av 1930-talet
1936 övertogs dess roll av kanonbåten Aallokas.